# Mai Kivelä

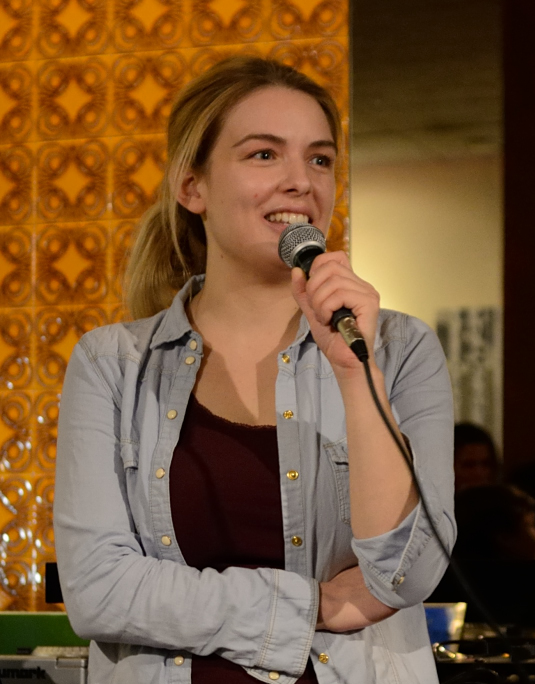
Mai Kivelä (2014)

Mai Kivelä (* 20. Dezember 1982 in Helsinki) ist eine finnische Menschenrechtsaktivistin und Feministin. Seit 2013 ist sie Generalsekretärin der Linken Jugend (Vasemmistonuoret) und tritt bei den Parlamentswahlen 2015 für das Linksbündnis (Vasemmistoliitto) an.
Kivelä war in zahlreichen Nichtregierungsorganisationen aktiv, darunter Greenpeace, der Industriegewerkschaft Teollisuusalojen ammattiliitto und KEPA, einem Servicezentrum für Entwicklungskooperationen.
Kivela studierte Soziologie und Bürgerschaftliches Engagement. 2013 erwarb sie einen Master in Umwelt- und Entwicklungswissenschaft am King’s College London.